# Элвис (телеконцерт)
«Элвис» (англ. Elvis; также известен под названием «'68 Comeback Special») — телеконцерт американского певца Элвиса Пресли, снятый для телеканала Эн-би-си. Именно это телешоу, записанное в июне 1968 года, обратило Пресли к истокам его музыки, заставило модернизировать свой репертуар и настроить на поиск нового стиля. Кроме того, успех телеконцерта, вышедшего в эфир 3 декабря 1968 года, возвратил Элвису Пресли интерес широкой публики, к тому времени вычеркнувшей «короля рок-н-ролла» из своего внимания.
В 2004 году вышло полное издание всех кадров, отснятых во время записи шоу. Параллельно с телеконцертом в 1968 году также вышел одноимённый саундтрек.
В 2018 году, в честь 50-летия телеконцерта, запланирован выход бокс-сета с 5CD и 2 Blu-Ray (во многом повторяющих изданный ранее материал на 3 DVD) и 84-страничную книгу.

## История создания
«Я хочу, чтобы все знали, что я действительно могу делать»Оригинальный текст (англ.)"I want everyone to know what I can really do."— Элвис Пресли - исполнительному продюсеру Бобу Финкелю
В начале 1968 года менеджеру Пресли «Полковнику» Тому Паркеру пришла идея выступления музыканта на телевидении — к тому времени большую популярность приобрели эстрадные телеконцерты. Проект представлялся как рождественский вечер с певцом, который бы исполнил пару традиционных песен. Однако данный сценарий Паркера не был приведён в жизнь. Продюсер Эн-би-си Стив Биндер ощутил в Пресли подспудное желание того сделать нечто более радикальное и интересное, нежели исполнение «White Christmas». В итоге было разработано красочное шоу, состоявшее из нескольких фрагментов: джем-сейшна, выступления на сцене и театральных постановок.
Подготовка к телешоу началась в Бербанке в июне 1968 года с джем-сейшнов со старыми друзьями, включая Скотти Мура и Диджей Фонтану. Именно эти репетиции пробудили в Пресли волнение «живого» выступления перед публикой и вернули его к истокам его музыки: блюзам и рок-н-роллу.
Сами съёмки проходили 27-30 июня. Вначале были снят джем-сейшн в присутствии зрителей, затем концерт Пресли в сопровождении полного ансамбля, хора и оркестра; на другой день программа была повторена. Это были первые выступления певца перед публикой с 1961 года. Также были отсняты сценические постановки и заставки (госпельный фрагмент, полуавтобиографический минифильм «Guitar Man», сцена в борделе и проч.); студийные записи для этих фрагментов были записаны в Western Recorders, Голливуд, Калифорния за три дня (при участии оркестра и вокального трио The Blossoms). За несколько дней работы была записана и отснята масса материала, из которой был смонтирован 50-минутный телеконцерт.
Одетый в чёрную кожу, идеально подходящую для имиджа «короля рок-н-ролла», Пресли исполнил свои старые хиты «Heartbreak Hotel», «Blue Suede Shoes», «All Shook Up», «Are You Lonesome Tonight?» и новые композиции «Guitar Man», «Big Boss Man», «Memories» и множество других. Эпизод с бандитами и проституткой (песня «It Hurts Me») был вырезан из окончательного монтажа и появился только при переиздании фильма. Апофеозом шоу была последняя песня, «If I Can Dream», проникнутая пафосом социального воззвания, нехарактерным для Пресли (несмотря на кажущуюся реальность, песня была исполнена под фонограмму).
Показ пользовался высоким зрительским рейтингом и стал опорной точкой для оживления музыкальной карьеры Пресли. Статистика чартов на момент лета 1968 года выглядела для него удручающе, о певце начали забывать; после выхода телеконцерта Пресли дал ряд выступлений в Лас-Вегасе и начал турне по Америке, достигнув рекордного числа распроданных концертов. Сингл «Suspicious Minds» в 1969 году занял первую строчку в американских чартах, а «The Wonder of You» (1970) — первую строчку в британских чартах, впервые с 1965 года.

## Содержание

Обложка DVD 2004 года

В 1980-е гг. были выпущены две видеокассеты: на первой, названной «'68 Comeback Special», была неотредактированная запись телеконцерта в том виде, как он вышел в эфир в 1968 году; на второй под названием «One Night With You» вышла полная запись джем-сейшна с первого дня съёмок.
Полное издание всего отснятого за 3 дня материала вышло в июле 2004 года на трёх DVD под названием  Elvis: '68 Comeback Special Deluxe Edition. В 2006 году вышла сокращённая версия (собственно телеконцерт и несколько дополнительных сцен). Общий объём продаж составил порядка 500'000 копий.
В 2008 году вышел сборник на четырёх CD, содержащий все аудиоматериалы, записывавшиеся для проекта.

### Оригинальная трансляция (1968)
1. «Trouble» / «Guitar Man»
2. «Lawdy Miss Clawdy»
3. «Baby What You Want Me to Do»
4. «Heartbreak Hotel» / «Hound Dog» / «All Shook Up»
5. «Can't Help Falling In Love»
6. «Jailhouse Rock»
7. «Love Me Tender»
8. «Are You Lonesome Tonight?»
9. «Sometimes I Feel Like a Motherless Child» / «Where Could I Go But to the Lord» / «Up Above My Head» / «Saved»
10. «Blue Christmas»
11. «One Night»
12. «Memories»
13. «Nothingville» / «Let Yourself Go» / «Big Boss Man» / «It Hurts Me» / «Guitar Man» / «Little Egypt» / «Trouble» / «Guitar Man»
14. «If I Can Dream»

### Полное издание (2004)
1-й диск
1. Оригинальный телеконцерт (1968)
2. Джем-сейшн (первый день)

2-й диск
1. Джем-сейшн (второй день)
2. Выступление на сцене (первый день)

3-й диск
1. Выступление на сцене (второй день)
2. Госпельный фрагмент (дубли)
3. Фрагмент в борделе (дубли)
4. Заставки (дубли)

Elvis takes the stage.
Elvis introduces band-mates.
- «That’s All Right»
- «Heartbreak Hotel»
- «Love Me»

Swapping axes. / Are we on television?
- «Baby. What You Want Me to Do»

Touching body with hands. / Rock & roll music is …
- «Blue Suede Shoes»
- «Baby. What You Want Me to Do»

Something wrong with my lip. / He’s gotta be crazy.
- «Lawdy Miss Clawdy»

Can You Buckle My Belt, Baby?
- «Are You Lonesome Tonight?»
- «When My Blue Moon Turns to Gold Again»
- «Blue Christmas»
- «Trying to Get to You»

One Night — Somebody pulled the plug, man.
- «Baby. What You Want Me to Do»

Man, I just work here. / No strap.
- «One Night»
- «Memories»

Audience warm-up / Mr. Elvis Presley.
Elvis talks.
- «Heartbreak Hotel»
- «Baby. What You Want Me to Do»

Elvis refers to script. / Introduces band-mates
- «That’s All Right»
- «Are You Lonesome Tonight?»
- «Baby. What You Want Me to Do»

Can’t even touch myself. / you gonna get arrested, boy.
- «Blue Suede Shoes»

We don’t have a strap? / Lines from MacArthur Park.
- «One Night»
- «Love Me»

Hanky flies about. / The new music. / My style came from … 
- «Trying to Get to You»
- «Lawdy Miss Clawdy»

Girl saves Elvis tissue lint. / Never ceases to amaze me. baby.
- «Santa Claus Is Back In Town»
- «Blue Christmas»
- «Tiger Man»

Another tissue girl. / MacArthur Park lines.
- «When My Blue Moon Turns to Gold Again»
- «Memories»

## Дополнительные факты
Неформальный джем-сейшн Пресли со своей группой перед аудиторией расценивается как предшественник концертов в формате «unplugged», популяризованных в 1990-х годах каналом MTV.